# Xenistius californiensis
Xenistius californiensis és una espècie de peix pertanyent a la família dels hemúlids.

## Descripció
- Pot arribar a fer 30 cm de llargària màxima (normalment, en fa 15).[5][6][7]

## Hàbitat
És un peix marí, demersal i de clima subtropical que viu entre 1 i 11 m de fondària.

## Distribució geogràfica
Es troba al Pacífic oriental: des de la badia de Monterrey (Califòrnia, els Estats Units) fins al Perú.

## Ús comercial
Tot i que és una espècie comestible de bona qualitat, és poc apreciada a causa de la seua petita grandària.

## Observacions
És inofensiu per als humans.